# 范光照
范光照，大连理工大学教授，研究涉及几何量精密测量理论与技术等方向。中华人民共和国教育部第四批"长江学者"特聘教授，早年曾就读于纽约州立大学、曼彻斯特科技大学。